# Fionnghuala
Fionnghuala (/fʲɪn̪ˠˈuːəlˠə/) ist ein traditionelles gälisches Lied. Es besteht aus dem typischen schnellen melodiösen gälischen Sprechgesang, dem Puirt a beul (englisch mouth music).

## Hintergrund
Fionnghuala, auch Fionnuala geschrieben, ist ein gälischer Frauenname. In der keltischen Mythologie ist Fionnghuala eine der Töchter des Meeresgottes Llyr. Das Lied stammt ursprünglich aus Schottland und ist in schottischem Gälisch. Besonders beliebt ist es in Irland. Ursprünglich war es ein rhythmisches Arbeitslied, dessen Text aber, wie bei diesen Liedern üblich, keine Bedeutung hat.
Bekannt geworden ist eine Version von der irischen Bothy Band aus dem Jahr 1976, der spätere Versionen entsprechen. Eine der bekanntesten Aufnahmen ist die von Anúna mit John McGlynn als Sänger, die 1993 auf ihrem Debütalbum erschien. Es wurde für sie zu einem Markensong. Auch andere bekannte Gruppen wie die Celtic Tenors, Nightnoise oder die Chieftains haben das Lied aufgenommen.
Besondere Aufmerksamkeit bekam das Lied 2015, als die nationale irische Telefongesellschaft sich von Eircom in Eir umbenannte. Für die zugehörige Werbekampagne ließen sie von John Walsh eine angepasste Version in irischem Gälisch erstellen und arrangieren. Die eigens zusammengestellte Gesangsgruppe Symphonic nahm das Lied auf, das als Untermalung für das Werbevideo verwendet wurde. Ihre Version sowie eine Remix-Version von Anúna war daraufhin auch kurzzeitig in den irischen Charts.